# Jońska filozofia przyrody
Jońska filozofia przyrody – nurt greckiej filozofii okresu przedsokratejskiego,  rozwijany w Jonii w VI i V w. p.n.e., zajmujący się filozofią przyrody. 

## Szkoła milezyjska
Za pierwszych filozofów jońskich, a zarazem pierwszych filozofów w ogóle uznaje się działających w VI w.p.n.e. w Milecie Talesa, Anaksymandra i Anaksymenesa. Podjęli pierwsze niemitologiczne, racjonalne próby wyjaśnienia natury (physis), kładąc podwaliny pod filozofię i naukę europejską. Filozofowie milezyjscy dążyli do wyjaśnienia rzeczywistości poprzez znalezienie jej najbardziej podstawowej zasady (arché), przenikającej całość rzeczywistości. Każdy z jej przedstawicieli w czym innym upatrywał tę podstawową zasadę: Tales w wodzie, Anaksymander w bezkresie (apeiron), natomiast Anaksymenes w powietrzu. 

## Heraklit
Heraklit działał na przełomie VI i V w. p.n.e. w Efezie. Problematykę filozoficzną przejął od milezyjczyków, upatrując arché w żywiole ognia. Łączył jednocześnie rozważania kosmologiczne z teologicznymi. Uznawał również zmienność za podstawową zasadę rządzącą rzeczywistością.

## Pozostali filozofowie jońscy
Urodzony w Klazomenaj Anaksagoras łączył poglądy Heraklita i eleatów. Podstawową zasadą wszechświata był jego zdaniem nous (rozsądek, intelekt). Obok niego wyróżnił też homoiomerie - zarodki wszystkich rzeczy. W ten sposób łączy ideę jedności wszechrzeczy z różnorodnością jakości i wielkości rzeczy.
Z Jonii pochodził również Ksenofanes urodzony ok. 580 r. p.n.e. w Kolofonie. Większość życia spędził jednak w południowej Italii i tradycyjnie przypisywano mu założenie szkoły eleackiej, jednak współcześnie odrzuca się ten pogląd. Czasami uznaje się go za filozofa jońskiego, choć poruszana przez niego problematyka była wyraźnie odrębna (obok przyrodniczej, również teologiczna i antropologiczna). Również Ksenofanes poszukiwał arché rządzącej rzeczywistością, odnajdując ją w ziemi i wodzie, jako napmierzmiennych zasadach rzeczywistości. Przemiany ziemi i wody odpowiedzialne były jego zdaniem za zmianę ukształtowania terenu, a śladami tego są skamieniałe szczątki morskich organizmów. 
Nurt jońskich filozofów przyrody zamyka grupa myślicieli określanych jako filozofowie eklektyczni. Ich znaczenie jest jednak znacznie mniejsze i są oni świadectwem upadku filozofii przyrody. Najwybitniejszymi z nich byli Archelaos, i Diogenes z Apollonii.

## Źródła
Większość tego, co wiemy o filozofach jońskich, zostało przekazane przez późniejszych filozofów. Tales prawdopodobnie nie napisał żadnego dzieła. Fragmenty prac późniejszych jończyków, najczęściej w formie krótkich aforyzmów, cytowane są w Metafizyce i Fizyce Arystotelesa, oraz Historii filozofii jego ucznia Teofrasta. Autorzy ci byli krytycznie nastawieni do tej filozofii. Eric Alfred Havelock wskazuje, że celem obu autorów nie było rzetelne przedstawienie historyczne, lecz uzasadnienie przyjmowanego modelu systematyzacji poglądów filozoficznych, czego dowodzą nieścisłości w referowaniu stanowisk filozofów znanych z niezależnych źródeł (m.in. Heraklita czy Anaksagorasa) oraz anachronizmy pojęciowe (czego przykładem, zdaniem autora, jest samo określenie „szkoła” w odniesieniu do milezyjczyków.